# Санта-Крус (Техас)
Санта-Крус (англ. Santa Cruz) — переписна місцевість (CDP) в США, в окрузі Старр штату Техас. Населення — 74 особи (2020).

## Географія
Санта-Крус розташована за координатами 26°21′13″ пн. ш. 98°46′3″ зх. д. / 26.35361° пн. ш. 98.76750° зх. д. (26.353689, -98.767615).  За даними Бюро перепису населення США в 2010 році переписна місцевість мала площу 0,07 км², уся площа — суходіл.

## Демографія
Згідно з переписом 2010 року, у переписній місцевості мешкали 54 особи в 21 домогосподарстві у складі 15 родин. Густота населення становила 756 осіб/км².  Було 23 помешкання (322/км²).
Расовий склад населення:
| - 100,0 % — білих |

До двох чи більше рас належало 0,0 %. Частка іспаномовних становила 100,0 % від усіх жителів.
За віковим діапазоном населення розподілялося таким чином: 25,9 % — особи молодші 18 років, 61,1 % — особи у віці 18—64 років, 13,0 % — особи у віці 65 років та старші. Медіана віку мешканця становила 45,5 року. На 100 осіб жіночої статі у переписній місцевості припадало 74,2 чоловіків;  на 100 жінок у віці від 18 років та старших — 66,7 чоловіків також старших 18 років.
Цивільне працевлаштоване населення становило 82 особи. Основні галузі зайнятості: роздрібна торгівля — 45,1 %, науковці, спеціалісти, менеджери — 35,4 %, мистецтво, розваги та відпочинок — 19,5 %.